# 佐藤祐基
佐藤 祐基（さとう ゆうき、1984年2月22日 - ）は、日本の俳優。本名同じ。一時、佐藤 智仁（さとう ともひと）、佐藤 汛（さとう じん）の芸名も使用していた。
東京都品川区出身。2010年3月よりエヴァーグリーン・エンタテイメント所属。かつてはトップコートに所属していた。

## 略歴
東京都立雪谷高等学校を経て、帝京大学文学部中退。2005年、『ごくせん』の第2シリーズで俳優デビュー。
2006年、平成仮面ライダーシリーズ『仮面ライダーカブト』で加賀美新 / 仮面ライダーガタック役として出演し、知名度を上げた。
2008年6月、本名および旧芸名であった「佐藤祐基」から「佐藤智仁」へと改名した。フジテレビ系連続ドラマ『白と黒』で連続テレビドラマ初主演。
2009年、月9ドラマ『ヴォイス〜命なき者の声〜』に羽井彰役でレギュラー出演。
2010年3月、エヴァーグリーン・エンタテイメントへ移籍。芸名も本名の「佐藤祐基」に戻した。
2015年9月25日、芸名を「佐藤汛」へ改名。2016年9月1日、芸名の「佐藤汛」を本名の「佐藤祐基」にふたたび戻した。
2020年6月20日、自身のX（旧Twitter）にてモデルのSonoDuly（デューリー想乃）と結婚したことを発表した。

## 人物
- 趣味は料理（自家製ラー油作り・スパイス系）。特技は野球、殺陣、ベース[1]。好きな役者は堤真一、江口洋介[6]。
- オーディションを受けたキッカケは、本人曰く「有名になりたい」という願望が強いのと、幼いころから役者に興味があり、なりたいと思っていたが、その当時はプロ野球選手を目指すも「なれない」と諦める。その時に役者になりたいという思いが再び出始め、なることを決意。インターネットで検索したオーディションに応募[6]し、トップコートのオーディションで合格した。
- 幼少のころは本人曰く「自然の中で育った子供」。両親がスポーツをしていた影響からか、自身もスポーツが趣味・特技。高校時代は野球部所属[6]。
- 幼少時代に見ていた仮面ライダーは『仮面ライダーBLACK』と『仮面ライダーBLACK RX』[6]。
- 『仮面ライダーカブト』で共演した水嶋ヒロや加藤和樹とは「仕事抜きで親友」と言うほど、プライベートでもとても仲が良い[7]。また、水嶋ヒロとは過去に『ごくせん』で共演しており、そのころからの親友同士でもある[8]。『カブト』で一緒にいることが多かった山口祥行、永田杏奈とは三人でファミレスに行くなど仲が良い[6]。
- デビューより4回ほど芸名を変えていることについては、本人もブログで『変わりすぎ』と回数の多さを認めている。

## 出演

### テレビドラマ
佐藤祐基 名義
- ごくせん 第2シリーズ（2005年1月15日 - 3月19日、日本テレビ） - 小島祐基 役
- WATER BOYS 2005夏（2005年8月19日・20日、フジテレビ） - 照夫 役
- 1リットルの涙 第1話 - 第4話（2005年10月11日 - 11月1日、フジテレビ） - 麻生圭輔 役
- 仮面ライダーシリーズ（テレビ朝日）
  - 仮面ライダーカブト（2006年1月29日 - 2007年1月21日） - 加賀美新 / 仮面ライダーガタック 役
  - 仮面ライダージオウ EP37・EP38（2019年5月26日・6月2日） - 加賀美新 / 仮面ライダーガタック 役（友情出演）[9][10]
- ホテリアー（2007年4月19日 - 6月14日、テレビ朝日） - 北野洋介 役
- 水戸黄門 第37部 第12話「剣では得られぬ宝物 -十和田-」（2007年6月25日、TBS） - 吾平 役
- 警視庁捜査ファイル さくら署の女たち（2007年7月11日 - 9月13日、テレビ朝日） - 夏木圭輔 役
- 働きマン 第7話（2007年11月21日、日本テレビ） - 田村 役
- テレビ朝日開局50周年記念ドラマスペシャル 『天と地と』（2008年1月6日、テレビ朝日） - 源三郎 役
- ホカベン 第3話（2008年4月30日、日本テレビ） - 川原徹 役
- 天使のわけまえ（2010年7月6日 - 8月3日、NHK総合） - 落合高志 役
- ストロベリーナイト（2010年11月13日、フジテレビ） - 辰巳圭一 役
  - ストロベリーナイト アフター・ザ・インビジブルレイン「推定有罪 / プロバブリィギルティ」（2013年1月26日）
- FACE MAKER 第7話（2010年11月18日、読売テレビ・日本テレビ系） - 田坂顕 役
- 花ざかりの君たちへ〜イケメン☆パラダイス〜2011（2011年7月10日 - 9月18日、フジテレビ） - 神楽坂真言 役
- 世にも奇妙な物語～2011秋の特別編～「憑かれる」（2011年11月26日、フジテレビ） - 神原篤 役
- クルマのふたり〜TOKYO DRIVE STORIES 第6話「同級生」（2012年1月7日、TwellV） - 三上昇 役
- クロヒョウ2 龍が如く 阿修羅編 第一章 - 第九章（2012年4月6日 - 6月1日、MBS / 4月9日 - 6月4日、TBS） - 八代誠 役
- 鍵のかかった部屋 第9話（2012年6月11日、フジテレビ） - 犬山勝巳 役
- GTO 第3話（2012年7月17日、関西テレビ・フジテレビ系） - 辻本亮治 役
- 捜査地図の女 第5話（2012年11月22日、テレビ朝日） - 沢村慶一 役
- 勇者ヨシヒコと悪霊の鍵 第10話（2012年12月15日、テレビ東京） - コウスケ 役
- ラストホープ 第1話（2013年1月15日、フジテレビ） - 宮本孝介 役
- 金曜プレステージ 外科医 鳩村周五郎11〜白樺高原への殺人招待状〜（2013年2月22日、フジテレビ） - 安田守 役
- お助け屋☆陣八 第9話（2013年3月7日、読売テレビ・日本テレビ系） - 増田慶太 役
- 最高の離婚 第10話（2013年3月14日、フジテレビ） - 都並竜也 役
- お天気お姉さん 第4話（2013年5月3日、テレビ朝日） - 間瀬良一 役
- 遺留捜査 第3シリーズ 第6話（2013年5月22日、テレビ朝日） - 一場克斗 役
- 連続ドラマW 鍵のない夢を見る 第1夜「芹葉大学の夢と殺人」（2013年9月1日、WOWOW）
- ショムニ2013 第9話・最終話（2013年9月11日・18日、フジテレビ） - 大河原常務 役
- アウトドア・ロックンロール〜サラリーマン転覆隊が行く〜（2013年10月4日 - 2014年9月26日、BS朝日） - 佐藤社員 役
- 金曜プレステージ 小京都連続殺人事件×外科医 鳩村周五郎（2013年10月18日、フジテレビ） - 羽田卓 役
- 彼岸島 第3話・第4話・最終話（2013年11月8日・15日・12月27日、MBS・TBS）
- 緊急取調室 第1話（2014年1月9日、テレビ朝日） - 佐々木拓斗 役
- 金曜プレステージ・新春特別企画 HAMU－公安警察の男－（2014年1月10日、フジテレビ）
- テレビ朝日開局55周年記念 松本清張二夜連続ドラマスペシャル 三億円事件（2014年1月18日、テレビ朝日）
- 失恋ショコラティエ 第5話・第6話（2014年2月10日・17日、フジテレビ） - 倉科 役
- チーム・バチスタ4 螺鈿迷宮 第6話 - 最終話（2014年2月11日 - 3月18日、関西テレビ・フジテレビ系） - 三田村洋一 役
- ルーズヴェルト・ゲーム（2014年4月27日 - 6月22日、TBS） - 猿田洋之助 役
- 金曜プレステージ・終戦記念スペシャルドラマ 命ある限り戦え、そして生き抜くんだ（2014年8月15日、フジテレビ） - 山村武志 役
- 赤と黒のゲキジョー 天国からの遺言状〜亡き淡路恵子の声が聞こえる 独占!初公開!初告白!心の叫びをつづった日記 闘病195日の真実〜（2015年1月23日、フジテレビ）
- 五つ星ツーリスト〜最高の旅、ご案内します!!〜 最終話（2015年3月26日、読売テレビ・日本テレビ系） - 長友孝俊 役
- 刑事7人（テレビ朝日）
  - Season1 最終話（2015年9月9日） - 徳山英治 役
  - Season7 第6話（2021年8月25日） - 笹井誠 役[11]
- 私たちがプロポーズされないのには、101の理由があってだな シーズン2 第12話（2015年11月18日、LaLa TV） - 冨樫雅彦 役
- 宮部みゆきサスペンス「模倣犯」 後篇（2016年9月22日、テレビ東京）
- ドラマスペシャル 警部補・碓氷弘一 ～殺しのエチュード～（2017年4月9日、テレビ朝日） - 大竹優太 役
- 貴族探偵 第5話・第6話（2017年5月15日・22日、フジテレビ） - 高宮悟 役
- 池波正太郎時代劇 光と影 第十話「谷中首ふり坂」（2018年2月13日、BSジャパン） - 金子辰之助 役
- 正義のセ 最終話（2018年6月13日、日本テレビ） - 入江大輔 役
- アイアングランマ2 第3回・第4回（2018年6月17日・24日、NHK BSプレミアム） - 舎弟の男 役
- NHK神奈川発地域ドラマ R134/湘南の約束（2018年6月27日、NHK BSプレミアム） - 野宮 役
- 捜査会議はリビングで! 第2回（2018年7月22日、NHK BSプレミアム） - カボ 役
- やすらぎの刻〜道 第9話 - 第135話・最終話（2019年4月18日 - 10月11日・2020年3月27日、テレビ朝日） - 根来公一 役
- 大岡越前5 第5回（2020年2月7日、NHK BSプレミアム） - 徳次 役[12]
- ランチ合コン探偵 ～恋とグルメと謎解きと～ 第9話（2020年3月5日、読売テレビ・日本テレビ系） - 西浦広大 役[13]
- ハイポジ 1986年、二度目の青春。 第10話・第11話（2020年3月15日・22日、テレビ大阪・BSテレ東） - ラブ高生の先輩 役
- 未解決の女 警視庁文書捜査官 Season2 第5話（2020年9月3日、テレビ朝日） - 三田良平 役
- 愛しい嘘〜優しい闇〜 第2話 - 最終話（2022年1月21日 - 3月4日、テレビ朝日） - 佐々木 役
- TOKYO VICE 第2話・第3話・第5話・最終話（2022年4月7日・14日・28日、HBO Max / 5月2日・8日・22日・6月12日、WOWOW） - 東 役
- 純愛ディソナンス 第3話（2022年7月28日、フジテレビ） - 伊藤 役
- お願い!ランキング presentsそだてれび（2022年8月30日 - 9月13日、テレビ朝日）
  - 「俺からの電話」（2022年8月30日） - 荒川 役
  - 「元実況アナ」（2022年9月6日） - タカハシ 役
  - 「一人しか出られない部屋」（2022年9月13日） - 夫 役
- ポップUP!ひるドラ! 昼上がりのオンナたち～ワタシの選択～ 第3話「本気と遊びの分岐点」（2022年9月23日、フジテレビ） - 佐野秀一 役
- 大奥「3代・徳川家光×万里小路有功 編」（2023年1月17日 - 2月7日、NHK総合） - 和田正隆 役[14]
- 隣の男はよく食べる 第7話（2023年5月25日、テレビ東京） - 大河内紀章 役
- 青空との約束 ～味の素冷凍食品の果てなき挑戦～（2023年9月10日・17日、BSよしもと） - 企業パート主演・川谷清 役[15]
- 家政夫のミタゾノ 第6シリーズ 第5話（2023年11月7日、テレビ朝日） - 井原翔真 役[16][17]
- ギークス〜警察署の変人たち〜 第4話・第8話・第10話（2024年7月25日・8月29日・9月12日、フジテレビ） - 富田聡 役
- テレビ朝日開局65周年記念 ドラマプレミアム 終りに見た街（2024年9月21日、テレビ朝日） - 将校C 役

佐藤智仁 名義
- 白と黒（2008年6月30日 - 9月26日、東海テレビ・フジテレビ系） - 桐生聖人 役
- ギラギラ 第3話 - 最終話（2008年10月31日 - 12月5日、朝日放送テレビ・テレビ朝日系） - 市河健太（秀吉） 役
- ヴォイス〜命なき者の声〜（2009年1月12日 - 3月23日、フジテレビ） - 羽井彰 役
- 派遣のオスカル〜 『少女漫画』に愛をこめて（2009年8月28日 - 10月2日、NHK総合） - 内村武志 役
- アンタッチャブル〜事件記者・鳴海遼子〜（2009年10月16日 - 12月18日、朝日放送テレビ・テレビ朝日系） - 鷹藤俊一 役

佐藤汛 名義
- 山本周五郎人情時代劇 第六話「こんち午の日」（2015年12月15日、BSジャパン） - 長二郎 役
- 土曜ワイド劇場 特捜セブン〜警視庁捜査一課7係（2016年2月27日、テレビ朝日） - 原尚樹 役
- 水族館ガール 第5回（2016年7月29日、NHK総合） - 佐藤壮真 役

### その他のテレビ番組
佐藤じん 名義
- 歴史秘話ヒストリア「新選組 参上!」（2016年6月10日、NHK総合） - 土方歳三 役 [18]
- 痛快TV スカッとジャパン「占い押しつけママ」（2016年8月29日、フジテレビ）

### 配信ドラマ
佐藤祐基名義
- 恋する血液型 A型編（2008年、NTTドコモ GIGA レインボー）
- UULAオリジナル恋愛体感ドラマ ファーストクラス Ep2.「3年ぶりに会った元カレの件」（2013年7月10日 - 31日、UULA）
- 恋愛は必然である～ドラマで分かる!新感覚恋愛法則～ 第14話「好きになると周りが見えなくなる女」（2014年3月5日、dビデオ powered by BeeTV）
- ビタースウィート ～オトナの交差点～「冬子篇」（2014年10月7日、ネスレシアター on YouTube） - イベントスタッフ 役[19]
- 今日からヒットマン（2014年10月1日 - 11日、dビデオ powered by BeeTV）
- ガキ☆ロック〜浅草六区人情物語〜 第3話・第4話（2017年4月21日・28日、Amazon Prime Video） - 天草 役
- 30までにとうるさくて 第5話  - 最終話（2022年2月10日 - 3月3日、ABEMA） - 齋藤 役
- MALICE 第5話・第7話・最終話（2023年9月14日、U-NEXT） - 土屋将人検事 役

佐藤智仁名義
- KOI☆AGE～恋するアゲハ～（2009年5月1日 - 7月22日、BeeTV）

### 映画
佐藤祐基 名義
- LOVEHOTELS ラヴホテルズ（2006年6月3日、アートポート） - ユウジ 役
- 劇場版 仮面ライダーカブト GOD SPEED LOVE（2006年8月5日、東映） - 加賀美新 / 仮面ライダーガタック 役
- HEY JAPANESE! Do you believe PEACE,LOVE and UNDERSTANDING? 2008 2008年、イマドキジャパニーズよ。愛と平和と理解を信じるかい?（2008年3月1日、ネイキッド） - 新人熱血警官・新米 役
- タナトス（2011年9月10日、ユナイテッドエンタテインメント） - 棚夫木克海 役
- 源氏物語 千年の謎（2011年12月10日、東宝） - 藤原伊周 役
- サルベージ・マイス（2012年3月24日、ティ・ジョイ） - マリク 役
- リュウセイ（2014年2月15日、サモワール） - 緒方竜太 役
- 新宿スワンII（2017年1月21日、ソニー・ピクチャーズ エンタテインメント） - 井出登 役[20]
- さらば、ダイアモンド（2018年2月24日、東北新社制作） - 亮介 役
- 純平、考え直せ（2018年9月22日、アークエンタテインメント） - 安田正平 役

佐藤智仁 名義
- 少年メリケンサック（2009年2月14日、東映） - 若き日の秋夫、秋夫の息子 役
- ごくせん THE MOVIE（2009年7月11日、東宝） - 小島祐基 役

### 舞台
- ブラウニング・バージョン（2005年10月20日 - 30日） - ピーター・ギルバート 役
- キサラギ（2009年4月9日 - 19日） - 安男 役
- オサエロ（2010年8月26日 - 30日）
- 朗読劇　私の頭の中の消しゴム（2010年9月）
- 十二人の怒れる人々（2011年1月26日 - 30日）
- MOTHER マザー〜特攻の母 鳥濱トメ物語〜（2011年9月25日）※秋田公演
- SAKURA（2011年10月19日 - 24日）
- オフィスインベーダー「方舟」（2011年11月9日 - 13日）
- いい日、僕なり。（2012年6月13日 - 18日）
- トロイラスとクレシダ（2012年8月17日 - 9月2日）
- アバドンの巣窟（2013年7月19日 - 24日、AQUA studio）
- 鴎外の怪談（2014年9月28日・10月29日 - 12月11日）
- AZUMI 幕末編（2015年9月11日 - 24日）
- 骨と十字架（2019年7月6日 - 28日）
- スリー・キングダムス Three Kingdoms（2025年12月2日 - 14日〈予定〉）[21]

### PV
- リナ・パーク「すべてのものにあなたを思う」（2006年2月22日）
- AZU「いますぐに…」（2009年1月28日）
- AsteRisM⁂「G.A.C.H.I」（2018年6月1日）

### CM
- バンダイ「仮面ライダーカブト DXガタックゼクター」（2006年）
- ステーキのどん（2006年）
- ハドソン「めざせ!!釣りマスター」（2007年）
- トヨタ自動車「待合せナビ」（2009年） - 朝日放送テレビ・テレビ朝日系ドラマ『アンタッチャブル〜事件記者・鳴海遼子〜』とのコラボCM
- BASE FOOD「だから、整う」編（2024年）[22]
- RevComm MiiTel「話す、聞く、価値になる」篇（2025年）

### ラジオドラマ
- FMシアター ビギンズナイト 俺たちのカウント2.99!（2020年3月28日、NHK-FM） - カザマ・チカノリ 役[23]

### ゲーム
- 仮面ライダーカブト（2006年11月30日、PS2） - 仮面ライダーガタック 役
- 仮面ライダー 超クライマックスヒーローズ（2012年11月29日、Wii・PSP） - 仮面ライダーガタック 役
- 仮面ライダー バトライド・ウォー（2013年5月23日、PS3） - 仮面ライダーガタック 役[24]
- 仮面ライダー サモンライド!（2014年12月4日、PS3・Wii U） - 仮面ライダーガタック 役
- 龍が如く0 誓いの場所（2015年3月12日、PS4・PS3） - カツアゲ君 役
- 仮面ライダー バトライド・ウォー 創生（2016年2月25日、PS4・PS3・PS Vita） - 仮面ライダーガタック 役
- オール仮面ライダー ライダーレボリューション（2016年12月1日、3DS） - 仮面ライダーガタック 役
- 仮面ライダー ブットバソウル（2018年1月、アーケード） - 加賀美新 / 仮面ライダーガタック / 仮面ライダーザビー 役[25]
- 仮面ライダーバトル ガンバレジェンズ（2023年、アーケード） - 仮面ライダーガタック 役

### その他
- シージェッター海斗 特別編（2013年3月23日 - 、石ノ森萬画館にて限定上映） - 海野一郎 役

## ディスコグラフィ

### キャラクターソング
| 発売日        | 商品名                                                       | 歌                                         | 楽曲                  | 備考                                         |
| ------------- | ------------------------------------------------------------ | ------------------------------------------ | --------------------- | -------------------------------------------- |
| 2006年11月1日 | 仮面ライダーカブト 2ndエンディング・テーマ LORD OF THE SPEED | RIDER CHIPS featuring 加賀美新（佐藤祐基） | 「LORD OF THE SPEED」 | 特撮テレビドラマ『仮面ライダーカブト』挿入歌 |

## 書籍

### 写真集
- LIFE（DVD付、2007年5月15日、スタジオワープ）ISBN 4860102282
- NEWEST（2008年12月1日、ゴマブックス）ISBN 9784777111770